# GSAT
GSAT é uma série de satélites de comunicações que são fabricados com tecnologias desenvolvidas na Índia, os satélite GSAT fornecem serviços como, áudio digital, dados e transmissão de vídeo. O GSAT foi projetado com dois transponders de banda S e 3 em banda C.

## História
A série de satélites GSAT é um grupo de satélites geoestacionários desenvolvidos pela ISRO com o objetivo de tornar a Índia autossuficiente em serviços de radiodifusão. O GSAT-1 foi o primeiro candidato criado em 2001 para cumprir esta tarefa, até agora já foram levados ao espaço 12 satélites GSAT. A frota de satélite GSAT fornece acesso a 167 transponders, dos quais 95 são alugados para prestar serviços a empresas de radiodifusão.

## Lista de satélites da série
| Satélite | Data do lançamento     | Veiculo de lançamento | Massa de lançamento (kg) | Estado              | Nota                                    |
| -------- | ---------------------- | --------------------- | ------------------------ | ------------------- | --------------------------------------- |
| GSAT-1   | 18 de abril de 2001    | GSLV-D1               | 1540                     | Retirado            | Também conhecido por GramSat 1          |
| GSAT-2   | 8 de maio d 2003       | GSLV-D2               | 1825                     | Retirado            |                                         |
| GSAT-3   | 20 de setembro de 2004 | GSLV-F01              | 1950                     | Retirado            | Também conhecido como Edusat            |
| GSAT-4   | 15 de abril de 2010    | GSLV-D3               | 2220                     | Fracassou em órbita | Também conhecido como HealthSat         |
| GSAT-5   | Ainda não lançado      | GSLV Mk.II            | 2250                     | Planejado           | Também conhecido como INSAT-4D          |
| GSAT-5P  | 25 de dezembro de 2010 | GSLV-F6               | 2310                     | Fracassou em órbita |                                         |
| GSAT-6   | 27 de agosto de 2015   | GSLV Mk.II            | 2132                     | Em serviço          | Também conhecido como INSAT-4E          |
| GSAT-6A  | 29 de março de 2018    | GSLV Mk.II            | 2132                     | Fracassou em órbita |                                         |
| GSAT-7   | 29 de agosto de 2013   | Ariane 5 ECA          | 2330                     | Em serviço          | Também conhecido como INSAT-4F e INAV-1 |
| GSAT-7A  | 19 de dezembro de 2018 | GSLV Mk.II            | 2650                     | Fracassou em órbita |                                         |
| GSAT-8   | 20 de maio de 2011     | Ariane 5 ECA          | 3150                     | Em serviço          | Também conhecido como INSAT-4G          |
| GSAT-9   | 5 de maio de 2017      | GSLV Mk.I             | 2195                     | Em serviço          |                                         |
| GSAT-10  | 29 de setembro de 2012 | Ariane 5 ECA          | 3435                     | Em serviço          |                                         |
| GSAT-11  | 4 de dezembro de 2018  | Ariane 5 ECA          | 5725                     | Em serviço          |                                         |
| GSAT-12  | 15 de julho de 2011    | PSLV-XL-C17           | 1412                     | Em serviço          |                                         |
| GSAT-12R | 17 de dezembro de 2020 | PSLV-XL-SLP           | 1450                     | Em serviço          | Também conhecido como CMS 01            |
| GSAT-14  | 5 de janeiro de 2014   | GSLV-D5               | 1982                     | Em serviço          |                                         |
| GSAT-15  | 10 de novembro de 2015 | Ariane 5 ECA          | 3164                     | Em serviço          |                                         |
| GSAT-16  | 6 de dezembro de 2014  | Ariane 5 ECA          | 3400                     | Em serviço          |                                         |
| GSAT-17  | 28 de junho de 2017    | Ariane 5 ECA          | 3477                     | Em serviço          |                                         |
| GSAT-18  | 5 de outubro de 2016   | Ariane 5 ECA          | 3404                     | Em serviço          |                                         |
| GSAT-19  | 5 de junho de 2017     | GSLV Mk.III           | 3136                     | Em serviço          |                                         |
| GSAT-20  | 18 de novembro de 2024 | Falcon 9 Block 5      | 4700                     | Planejado           | Também conhecido como GSAT-N2 e CMS 03  |
| GSAT-22  | Ainda não lançado      | ?                     | ?                        | Planejado           |                                         |
| GSAT-23  | Ainda não lançado      | ?                     | ?                        | Planejado           |                                         |
| GSAT-24  | 22 de junho de 2022    | Ariane 5 ECA+         | 4181                     | Em serviço          | Também conhecido como GSAT-N1 e CMS 02  |
| GSAT-29  | 14 de novembro de 2018 | GSLV Mk.III           | 3423                     | Em serviço          |                                         |
| GSAT-30  | 16 de janeiro de 2020  | Ariane 5 ECA+         | 3357                     | Em serviço          |                                         |
| GSAT-31  | 5 de fevereiro de 2019 | Ariane 5 ECA+         | 2536                     | Em serviço          |                                         |
| GSAT-32  | 22 de junho de 2022    | ?                     | ?                        | Em construção       |                                         |